# Maja Ravnikar
Maja Ravnikar, slovenska biologinja, virologinja, rastlinska fiziologinja in profesorica, * 3. november 1960, Ljubljana.
Diplomirala je leta 1984 na Oddelku za biologijo na Biotehniški fakulteti Univerze v Ljubljani. Na isti fakulteti je leta 1988 magistrirala in leta 1991 doktorirala pod mentorstvom Nade Gogala, kjer predava od 1988, 2000 je postala izredna, 200? pa  redna profesorica.
Leta 1984 se je zaposlila na Nacionalnem inštitutu za biologijo, kjer raziskuje na področju sistemske biologije in patologije rastlin. Tam je trenutno vodja Oddelka za biotehnologijo in sistemsko biologijo in od leta 2021 tudi direktorica inštituta (NIB).

## Priznanja in nagrade
- Študentska Prešernova nagrada, 1984, Tkivna kultura paradižnika kot metoda za vzgojo aviroznih rastlin
- Nagrada Sklada Borisa Kidriča, 1989[2]
- Jesenkovo priznanje za pomembne raziskovalne dosežke, 2000: študij interakcije med rastlinami in povzročitelji bolezni ter na področju rastlinske biotehnologije
- Zoisova nagrada za vrhunske znanstvene dosežke, 2022: revolucionarni premiki pri odkrivanju in razširjanju virusov, diagnostiki in odstranjevanju patogenih virusov)